# Grand Prix Formule 1 van Spanje 1951
De Grand Prix Formule 1 van Spanje 1951 werd gehouden op 28 oktober op het circuit van Pedralbes in Barcelona. Het was de achtste en laatste race van het seizoen.

## Uitslag
| Pos. | Nr. | Coureur               | Constructeur  | Rondes | Tijd / Oorzaak uitval | Grid | Punten |
| ---- | --- | --------------------- | ------------- | ------ | --------------------- | ---- | ------ |
| 1    | 22  | Juan Manuel Fangio    | Alfa Romeo    | 70     | 2:46:54.10            | 2    | 9S     |
| 2    | 6   | José Froilán González | Ferrari       | 70     | +54.28                | 3    | 6      |
| 3    | 20  | Nino Farina           | Alfa Romeo    | 70     | +1:45.54              | 4    | 4      |
| 4    | 2   | Alberto Ascari        | Ferrari       | 68     | +2 Rondes             | 1    | 3      |
| 5    | 24  | Felice Bonetto        | Alfa Romeo    | 68     | +2 Rondes             | 8    | 2      |
| 6    | 26  | Toulo de Graffenried  | Alfa Romeo    | 66     | +4 Rondes             | 6    |        |
| 7    | 28  | Louis Rosier          | Talbot        | 64     | +6 Rondes             | 20   |        |
| 8    | 34  | Philippe Étancelin    | Talbot        | 63     | +7 Rondes             | 13   |        |
| 9    | 14  | Robert Manzon         | Simca-Gordini | 63     | +7 Rondes             | 9    |        |
| 10   | 44  | Francisco Godia-Sales | Maserati      | 60     | +10 Rondes            | 17   |        |
| NF   | 4   | Luigi Villoresi       | Ferrari       | 48     | Ontsteking            | 5    |        |
| NF   | 16  | André Simon           | Simca-Gordini | 48     | Motor                 | 10   |        |
| NF   | 36  | Johnny Claes          | Talbot        | 37     | Ongeluk               | 15   |        |
| NF   | 8   | Piero Taruffi         | Ferrari       | 30     | Wiel                  | 7    |        |
| NF   | 12  | Maurice Trintignant   | Simca-Gordini | 25     | Motor                 | 11   |        |
| NF   | 38  | Georges Grignard      | Talbot        | 23     | Motor                 | 16   |        |
| NF   | 32  | Yves Giraud Cabantous | Talbot        | 7      | Ongeluk               | 14   |        |
| NF   | 30  | Louis Chiron          | Talbot        | 4      | Ontsteking            | 12   |        |
| NF   | 18  | Prince Bira           | Maserati-OSCA | 1      | Motor                 | 19   |        |
| NF   | 46  | Juan Jover            | Maserati      | 0      | Motor                 | 18   |        |

## Statistieken
| Pole-position | Alberto Ascari     | Ferrari    | 2:10.59 |
| Snelste ronde | Juan Manuel Fangio | Alfa Romeo | 2:16.93 |

## Noot
- Dit was het debuut voor de Franse coureur Georges Grignard en voor de Spaanse coureurs Paco Godia en Juan Jover - de eerste Spaanse coureurs in Formule 1.
- Dit was de vijfde podiumplaats voor José Froilán González.
- Dit was het eerste kampioenschap voor Juan Manuel Fangio en voor een Argentijnse coureur. Fangio was de tweede coureur die wereldkampioen werd.
- Dit was de achtste Grand Prix waarin Juan Manuel Fangio eindigde als klassementsleider. Hij vestigde daarmee een nieuw record, en verbrak het record van Giuseppe Farina (7) sinds de Grote Prijs van België van 1951.

1913 · 1923 · 1926 · 1927 · 1933 · 1934 · 1935 · 1951 · 1954 · 1967 · 1968 · 1969 · 1970 · 1971 · 1972 · 1973 · 1974 · 1975 · 1976 · 1977 · 1978 · 1979 · 1980 · 1981 · 1986 · 1987 · 1988 · 1989 · 1990 · 1991 · 1992 · 1993 · 1994 · 1995 · 1996 · 1997 · 1998 · 1999 · 2000 · 2001 · 2002 · 2003 · 2004 · 2005 · 2006 · 2007 · 2008 · 2009 · 2010 · 2011 · 2012 · 2013 · 2014 · 2015 · 2016 · 2017 · 2018 · 2019 · 2020 · 2021 · 2022 · 2023 · 2024 · 2025 · 2026